# Johannes Lamside

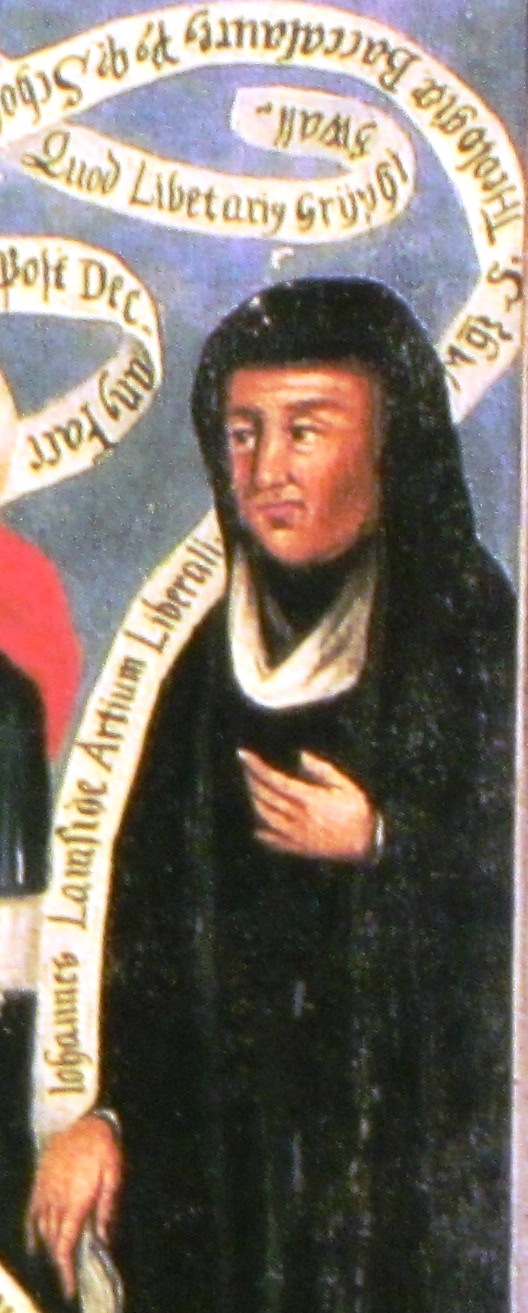
Johannes Lamside (Ausschnitt aus der Rubenow-Tafel)

Johannes Lamside (* in Lübeck; † 28. Juni 1460 in Greifswald) war ein deutscher römisch-katholischer Theologe und Magister der freien Künste.

## Leben
Johannes Lamside wurde 1432 an der Universität Rostock immatrikuliert. Dort erwarb er 1434 den Grad eines baccalaureus artium, 1438 im Greifswalder Exil der Universität eines Magister Artium. Nach dem Ende des Exils kehrte er nicht nach Rostock zurück, sondern wechselte an die Universität Erfurt. Dort war er 1453 Mitglied des concilium facultatis und 1455 quodlibetarius.
Er nahm 1456 an der Gründungsfeier der Universität Greifswald teil, allerdings ist seine Funktion dabei nicht überliefert. Er wurde Lehrer an der Greifswalder Artistenfakultät, erschien aber noch im Herbst des gleichen Jahren als Dekan der Artisten in Erfurt. Anschließend übernahm er die Stelle des Kantors im Dom St. Nikolai in Greifswald. Im Jahr 1457 wurde er primus scholasticus am Dom und als Nachfolger von Heinrich Bukow zum dritten Rektor der Universität Greifswald gewählt. Er gehörte jedoch nie zu den Rektorenwählern. Er arbeitete eng mit Heinrich Rubenow zusammen und ist auf der Rubenow-Tafel im Greifswalder Dom mit den weiteren Professoren Bernhard Bodeker, Wilken Bolen, Bertold Segeberg, Johannis Tidemann und Nicolaus Theodorici de Amsterdam dargestellt.
1458 hielt er in Greifswald eine mehr als 14 Tage lange „disputatio de quolibet“ ab. 1460 war er Dekan der Greifswalder Artisten. Als er im gleichen Jahr starb, wurde er im Dom St. Nikolai beigesetzt.